# 403491 Anthonygrayling
403491 Anthonygrayling è un asteroide della fascia principale. Scoperto nel 2009, presenta un'orbita caratterizzata da un semiasse maggiore pari a 3,1125305 au e da un'eccentricità di 0,2667593, inclinata di 10,77071° rispetto all'eclittica.